# Салянго
Салянго — острів в Егейському морі, належить Греції. Острів є частиною Кіклади та знаходиться між островами Парос та Антипарос. Зараз острів незаселений.
Салянго був одним з центрів кікладської цивілізації. Нині тут ведуть розкопки фахівці Британської школи археології. На підставі розкопок на кладовищі можна стверджувати, що населення становило від 45 до 80 осіб.